# Liste d'engrais
«  NPK » redirige ici. Pour les autres significations, voir NPK (homonymie).
Les engrais sont généralement caractérisés par leur teneur NPK (trois nombres séparés par des tirets, par exemple 18-51-20), c'est-à-dire en azote (N), phosphore (P) et potassium (K). Les valeurs de N, P et K sont respectivement le pourcentage en masse de l'azote dans l'engrais, de P2O5 (tout le phosphore étant considéré comme sous cette forme chimique) et de K2O (tout le potassium étant considéré comme sous cette forme). Un engrais 18-51-20 comporte donc 18 % en masse d'azote, 0,436 × 51 = 22 % de phosphore et 0,83 × 20 = 17 % de potassium.
On distingue les engrais minéraux et les engrais organiques.

## Engrais minéraux

### Engrais azotés

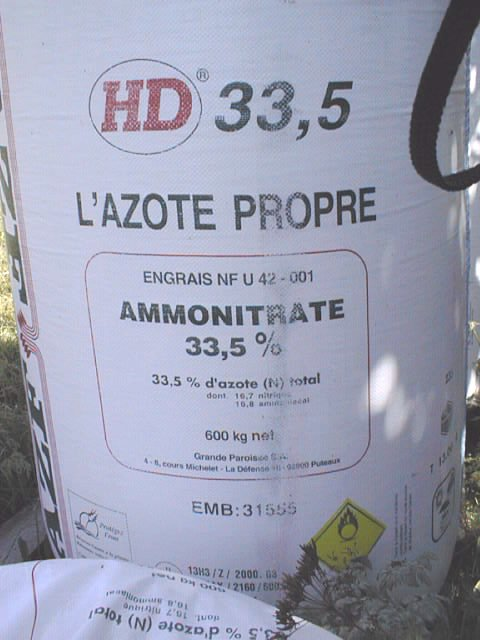
Conteneur souple d'ammonitrate à 33,5 % d'azote.

- Ammonitrates, à base de nitrate d'ammonium (NH4NO3) 
  - Moyen dosage (N 20 à 28 %)
  - Haut dosage (N 28 à 34,5 %)
- Solutions azotées (engrais liquide)
  - Nitrate d'ammonium + urée (N 36 à 40 %)
  - Nitrate d'ammonium + urée + sulfate d'ammonium (N 25 à 36 %)
- Urée (N 46 %)
- Ammoniac anhydre, NH3 (N 82 %)
- Sulfate d'ammonium, (NH4)2SO4 (N 20 à 22 %)
- Cyanamide calcique, CaCN2 (N 18 à 21 %)
- Nitrate de soude du Chili (N 16 %)
- Nitrate de chaux (N 15 %)
- Nitrate de calcium

### Engrais phosphatés
- Phosphates naturels
  - Phosphate naturel tendre (P2O5 > à 25 %)
  - Phosphate naturel solubilisé (P2O5 > à 20 %)
- Phosphate bicalcique (P2O5 > à 38 %)
- Superphosphates
  - Superphosphate simple (P2O5 de 16 à 24 %)
  - Superphosphate double
  - Superphosphate triple (P2O5 > à 38 %)
- Phospal phosphate alumino-silicique (P2O5 34 %)
- Scories Thomas (P2O5 > à 12 %)

### Engrais potassiques
- Chlorure de potassium, KCl (K2O 61 %)
- Sulfate de potassium, K2SO4 (K2O 50 % et SO3 43 %)
- Patentkali ou sulfate double de potassium et de magnésium, K2SO4.(2MgSO4) (30 % de K2O, 45 % de SO3 et 10 % de MgO)

### Engrais complexes
- Engrais binaires
  - Binaires NP
    - Phosphate d'ammonium
    - Nitrophosphate
    - Superphosphate ammonié

  - Binaires NK
    - Nitrate de potassium

  - Binaires PK
    - Scories potassiques
    - Supers potassiques
    - Phospal potassique
    - Bicalcique potassique
    - Phosphate de potassium KH2PO4, K2HPO4 et K3PO4

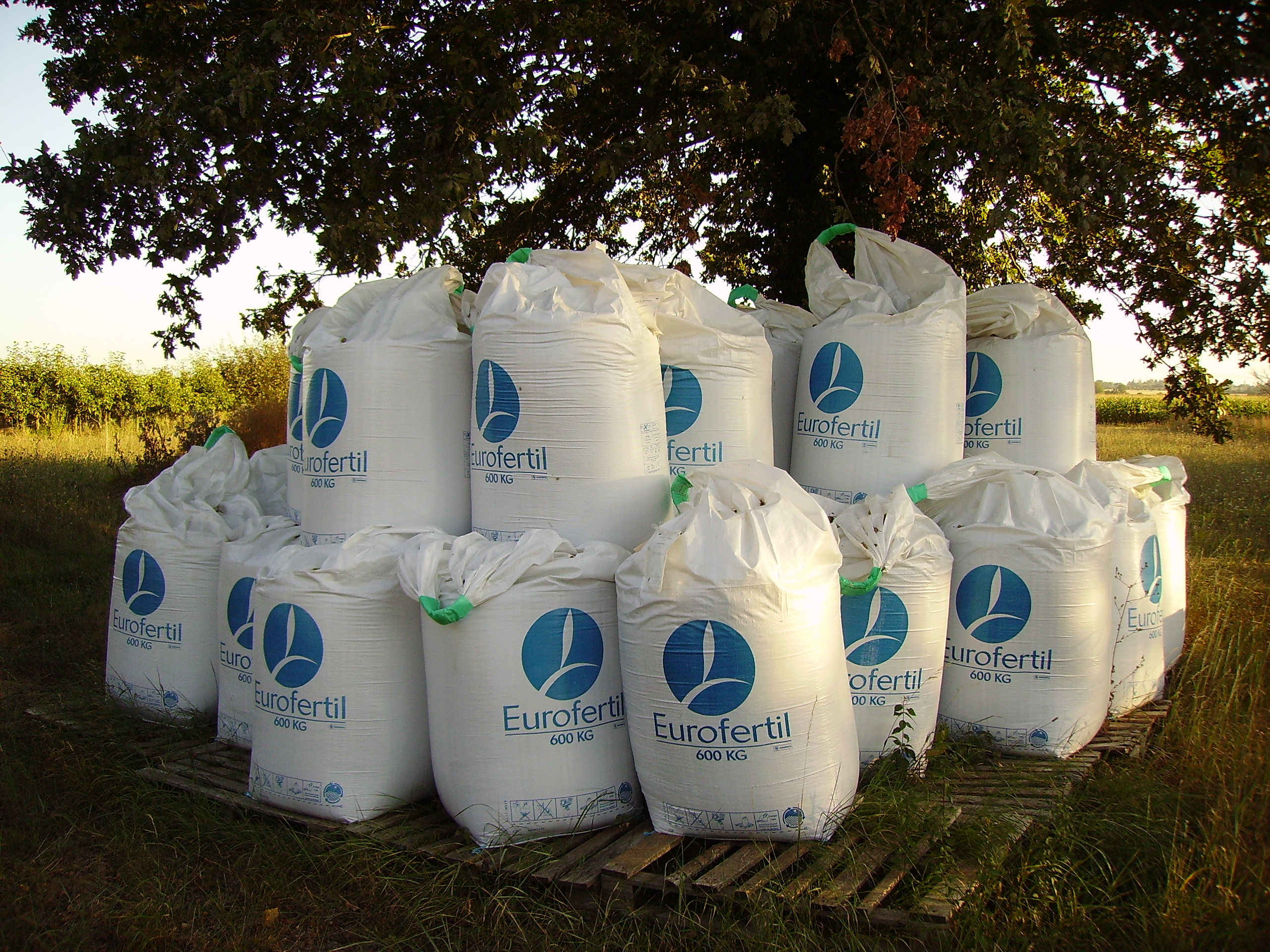
Conteneurs souples d'engrais minéraux NP, NK, NPK.

- Engrais ternaires NPK, obtenus par mélange physique (engrais composés) ou par combinaison chimique (engrais complexes)
  - Engrais complexes granulés (nombreuses formules)
  - Mélange en vrac ou bulk blending, formules à la demande
  - Ternaires liquides (solutions complexes)

## Engrais organiques
- Déchets industriels d'origine animale :
  - Farine de viande
  - Farine de poisson
  - Os broyé
  - Corne torréfiée
  - Boues de station d'épuration
  - Lisier
  - Fumier
  - Poudrette : excréments animaux ou humains desséchés et réduits en poudre employés comme engrais
- Déchets d'origine végétale :
  - Engrais de mer
  - Tourteaux
  - Vinasse
- Guano. Voir aussi Newbéryite

## Engrais naturels
- Déchets naturels[2] :
  - Marc de café
  - Peau de banane
  - Coquille d'œuf
  - Herbe tondue
  - Eau de cuisson des légumes